# Costa! (televisieserie)
Costa! de Serie is een Nederlandse komedieserie die werd uitgezonden door BNN op Nederland 2. Het is een vervolg op de populaire film Costa! uit 2001. De serie volgt de levens van de proppers van een van de beste clubs in Salou, later Kuşadası.
In 2015 en 2020 werd de serie herhaald op de digitale zender RTL Lounge.

## Geschiedenis
De serie begon als vervolg op de film. Janet (gespeeld door Georgina Verbaan) trok in bij de proppers zodat haar vriend Rens (gespeeld door Daan Schuurmans), een oud-propper van de Costa!, examens kon doen. Gedurende de serie komen verschillende maatschappelijke problemen aan bod, zoals vriendschap, romantische relaties, geaardheid, verkrachting, alcohol, drugs en zwangerschap.
De serie is met name bekend door de zogeheten soapies. De eerste drie vrouwelijke hoofdrolspelers kenden alle drie hun carrière door een soap. Daarnaast werden verschillende gastrollen vertolkt door een soapie. Gedurende de seizoenen waren er verschillende veranderingen onder de acteurs en werd er elk seizoen wel een nieuwe soapie geïntroduceerd.
Er werden totaal 51 afleveringen gemaakt in vier seizoenen. John Wijdenbosch is de enige acteur die gedurende de gehele serie meedeed.
In juni 2013 werd de serie opnieuw uitgebracht op dvd. Echter ontbreekt bij seizoen 4 de laatste vier afleveringen (Zon, zee, seks en een prins 1,2,3,4), die gezamenlijk de film Costa! 1001 nacht vormen.

## Rolverdeling

### Hoofdrollen
| Acteur/Actrice          | Personage                  | Seizoen 1                | Seizoen 2          | Seizoen 3                                                      | Seizoen 4                 |
| ----------------------- | -------------------------- | ------------------------ | ------------------ | -------------------------------------------------------------- | ------------------------- |
| John Wijdenbosch        | Björn Borgers              | afl. 1 t/m 10            | afl. 1 t/m 12      | afl. 1 t/m 11                                                  | afl. 1 t/m 18             |
| Froukje de Both         | Michelle "Agnetha"         | afl. 1 t/m 10            | afl. 1 t/m 12      | afl. 1 t/m 11                                                  | -                         |
| Kürt Rogiers            | Tommy Desmet               | afl. 1 t/m 10            | afl. 1 t/m 12      | afl. 1, 2, (aflevering 5 in hallucinaties Agnetha) en 6 t/m 11 | -                         |
| Katja Schuurman         | Frida                      | afl. 1 t/m 6 en 8 t/m 10 | afl. 1 t/m 4       | -                                                              | -                         |
| Georgina Verbaan        | Janet de Wit               | afl. 1 t/m 10            | -                  | -                                                              | afl. 17 (gast)            |
| Michiel Huisman         | Bart #1                    | afl. 1 t/m 10            | -                  | -                                                              | -                         |
| Daan Schuurmans         | Rens van Lokeren           | afl. 1 en 8 t/m 10       | -                  | -                                                              | afl. 17 (gast)            |
| John Jones              | Robin                      | afl. 2 t/m 6, 8 en 9     | -                  | -                                                              | -                         |
| Esmée de la Bretonière  | Boni                       | -                        | afl. 1, 3, 4 en 12 | -                                                              | -                         |
| Sander Foppele          | Bart #2                    | -                        | afl. 1 t/m 4, 12   | -                                                              | -                         |
| Lizelotte van Dijk      | Victoria "Vicky" Bismarck  | -                        | afl. 1 t/m 12      | -                                                              | -                         |
| Edgar Wurfbain          | Juri                       | -                        | afl. 4 t/m 12      | -                                                              | -                         |
| Sylvie Meis             | Ice                        | -                        | afl. 5 t/m 12      | afl. 1 t/m 11                                                  | -                         |
| Kim-Lian van der Meij   | Greetje                    | -                        | -                  | afl. 1 t/m 4 en 6 t/m 11                                       | -                         |
| Bas Muijs               | Paul "Paulo/Paolo" Jansen* | -                        | -                  | afl. 1 t/m 11                                                  | afl. 1 t/m 4              |
| Joey van der Velden     | Dannie/Danny Jansen**      | -                        | -                  | afl. 1 t/m 11                                                  | afl. 1 t/m 11 & 13 t/m 18 |
| Peggy Vrijens           | Monica van Gilzen          | -                        | -                  | -                                                              | afl. 1 t/m 18             |
| Saartje Vandendriessche | Inky                       | -                        | -                  | -                                                              | afl. 1 t/m 14, 17 en 18   |
| Maria Kooistra          | Giselle                    | -                        | -                  | -                                                              | afl. 1 t/m 18             |
| Geert Hoes              | Wolf                       | -                        | -                  | -                                                              | afl. 4 t/m 18             |

|* In seizoen 3 gecrediteerd als Paulo, in seizoen 4 als Paolo
|** In seizoen 3 gecrediteerd als Dannie, in seizoen 4 als Danny

## Seizoenen

### Seizoen een: 2001-2002
Seizoen één begon op 1 oktober 2001 en was tien weken lang op de buis, namelijk tot 3 december. Janet komt naar Salou, omdat Rens eindexamens moet doen en alle rust kan gebruiken. Daarnaast komt Frida's beste vriendin Michelle langs om te kijken hoe ver haar vriendin in vergelijking met haar heeft geschopt. De succesvolle Michelle besluit al snel om alles in Nederland op te geven en om als Agnetha aan de slag te gaan als propper. Seizoen één eindigt met het huwelijk van Rens en Janet, en het pact van Frida, Tommy, Björn, Bart en Agnetha om voor altijd propper te blijven.
| Aflevering | Titel                                   | Regisseur            | Schrijver(s)                                         | Uitzenddatum |
| ---------- | --------------------------------------- | -------------------- | ---------------------------------------------------- | ------------ |
| 1.01       | Zwoele nachten met een Spaanse vriendin | Pim van Hoeve        | Wijo Koek                                            | 01 okt 2001  |
| 1.02       | Zwoele nachten met een Fotomodel        | Pim van Hoeve        | Wijo Koek                                            | 08 okt 2001  |
| 1.03       | Zwoele nachten en een Pop-idool         | Pim van Hoeve        | Pieter Bart Korthuis                                 | 15 okt 2001  |
| 1.04       | Zwoele nachten en Natte T-shirts        | Pim van Hoeve        | Michael Hendriks en Marvin Jacobs                    | 22 okt 2001  |
| 1.05       | Zwoele nachten, Eerste liefde           | Hans Scheepmaker     | Martin van Steijn                                    | 29 okt 2001  |
| 1.06       | Zwoele nachten op de Duivelsrots        | Pieter Bart Korthuis | Kennard Bos en Simone Duwel                          | 05 nov 2001  |
| 1.07       | Zwoele nachten en Stripteasepillen      | Pieter Bart Korthuis | Marc Linssen                                         | 12 nov 2001  |
| 1.08       | Zwoele nachten, Betaalde liefde         | Hans Scheepmaker     | Michael Hendriks, Marvin Jacobs en Marcel van Rongen | 19 nov 2001  |
| 1.09       | Zwoele nachten voor een Sprookjespaar   | Pim van Hoeve        | Liesbeth Strik, Roeland Linssen en Johan Nijenhuis   | 26 nov 2001  |
| 1.10       | Zwoele nachten, Ware liefde             | Pim van Hoeve        | Pieter Bart Korthuis                                 | 03 dec 2001  |

### Seizoen twee: 2002-2003
Seizoen twee kende 12 afleveringen en werd uitgezonden in oktober-december 2002. Frida, Tommy, Björn, Agnetha en Bart (nu gespeeld door Sander Foppele) komen terug naar Salou, waar vervolgens blijkt dat de Costa! gaat sluiten. De vijf proppers doen er alles aan de Costa! open te houden en met succes. Victor Bismarck (gespeeld door Rick Engelkes) besluit dat de Costa! open mag blijven, mits ze zelf de administratie doen en dat z'n irritante dochter Vicky in de zomer bij hen mag komen wonen. In dit seizoen besluit Frida te gaan trouwen met Angela, krijgen Tommy & Agnetha een relatie en besluit Bart op wereldreis te gaan met Boni.
| Aflevering | Titel                              | Uitzenddatum |
| ---------- | ---------------------------------- | ------------ |
| 2.01       | Zon, Zee, Seks en Strippers        | 14 okt 2002  |
| 2.02       | Zon, Zee, Seks en een Koelcel      | 21 okt 2002  |
| 2.03       | Zon, Zee, Seks en een Dubbeldate   | 28 okt 2002  |
| 2.04       | Zon, Zee, Seks en Eeuwige Trouw    | 04 nov 2002  |
| 2.05       | Zon, Zee, Seks en een Ex           | 11 nov 2002  |
| 2.06       | Zon, Zee, Seks en Zombies          | 18 nov 2002  |
| 2.07       | Zon, Zee, Seks en een Baby         | 25 nov 2002  |
| 2.08       | Zon, Zee, Seks en Spaanse Vlieg    | 02 dec 2002  |
| 2.09       | Zon, Zee, Seks en een Mol          | 09 dec 2002  |
| 2.10       | Zon, Zee, Seks en Gevulde Condooms | 16 dec 2002  |
| 2.11       | Zon, Zee, Seks en Verboden Liefde  | 23 dec 2002  |
| 2.12       | Zon, Zee, Seks en Maatkostuums     | 30 dec 2002  |

### Seizoen drie: 2003-2004
Het derde seizoen telde 11 afleveringen en was te zien in de periode januari-maart 2004. Het seizoen begint wederom dat Agnetha, Tommy, Björn en Ice terugkeren naar Salou. Dit seizoen komt er wat sleur in de relatie tussen Agnetha & Tommy, maar weten zij dit toch op te lossen door een huwelijk, draaien Björn & Ice steeds om elkaar heen en krijgt de Costa! twee nieuwe proppers, namelijk Paolo en Dannie. Seizoen drie eindigt met het huwelijk tussen Agnetha & Tommy.
| Aflevering | Titel                                    | Uitzenddatum |
| ---------- | ---------------------------------------- | ------------ |
| 3.01       | Zon, Zee, Sex en baantjesjagers          | 05 jan 2004  |
| 3.02       | Zon, zee, sex en de eerste keer          | 12 jan 2004  |
| 3.03       | Zon, zee, sex en een laatbloeier         | 19 jan 2004  |
| 3.04       | Zon, zee, sex en bolle buiken            | 26 jan 2004  |
| 3.05       | Zon, zee, sex en gebarentaal             | 02 feb 2004  |
| 3.06       | Zon, zee, sex en tweede kansen           | 09 feb 2004  |
| 3.07       | Zon, zee, sex en boeiende verschijningen | 16 feb 2004  |
| 3.08       | Zon, Zee, Sex en Twee Vriendjes          | 23 feb 2004  |
| 3.09       | Zon, zee, sex en een experiment          | 01 mrt 2004  |
| 3.10       | Zon, zee, sex en dubbelspel              | 08 mrt 2004  |
| 3.11       | Zon, zee, sex en over tijd               | 15 mrt 2004  |

### Seizoen vier: 2004-2005
Seizoen vier telde 18 afleveringen en werd uitgezonden in de periode maart-juli 2005. Björn, Paolo en Dannie vertrekken naar Kuşadası, omdat de Costa! op het randje van de afgrond zit. De drie proppers moeten de Costa! weer naar de top brengen. Dit doen ze echter niet alleen, want Inky is in dienst aangenomen als bedrijfsleider en krijgen de drie heren hulp van Monica en Giselle. Later dat seizoen vertrok Paolo naar Nederland om een toekomst om te bouwen voor z'n dochtertje. Barman Wolf neemt echter Paolo's plaats in als propper. Het vierde seizoen eindigt dat Monica voor Wolf kiest in plaats van een leven als prinses.
| Aflevering | Titel                                      | Uitzenddatum |
| ---------- | ------------------------------------------ | ------------ |
| 4.01       | Zon, zee, sex en een catfight              | 21 mrt 2005  |
| 4.02       | Zon, zee, sex en een buurmeisje            | 28 mrt 2005  |
| 4.03       | Zon, zee, sex en partnerruil               | 04 apr 2005  |
| 4.04       | Zon, zee, sex en eendagsvliegen            | 11 apr 2005  |
| 4.05       | Zon, zee, en anorexia                      | 18 apr 2005  |
| 4.06       | Zon, zee, sex en silliconen                | 25 apr 2005  |
| 4.07       | Zon, zee, seks en nog meer seks            | 02 mei 2005  |
| 4.08       | Zon, zee, seks en valkuilen                | 09 mei 2005  |
| 4.09       | Zon, zee, seks en dan komt je moeder langs | 16 mei 2005  |
| 4.10       | Zon, zee, seks en doelgroepen              | 23 mei 2005  |
| 4.11       | Zon, zee, seks en een wonder               | 30 mei 2005  |
| 4.12       | Zon, zee, sex en m'n opa                   | 06 jun 2005  |
| 4.13       | Zon, zee, sexs en taboes                   | 13 jun 2005  |
| 4.14       | Zon, zee, sex en een tattoo                | 20 jun 2005  |
| 4.15       | Zon, zee, seks en een prins (1/4)          | 27 jun 2005  |
| 4.16       | Zon, zee, seks en een prins (2/4)          | 04 jul 2005  |
| 4.17       | Zon, zee, seks en een prins (3/4)          | 11 jul 2005  |
| 4.18       | Zon, zee, seks en een prins (4/4)          | 18 jul 2005  |

## Films

### Pista! (2003)
Voor de kerstdagen van 2003 werd een speciale televisiefilm gemaakt; nu waren de proppers niet in de warme zon, maar juist op de koude pistes. Tommy, Agnetha, Björn en Ice gingen met zijn vieren naar Oostenrijk. Hier kwamen de eerste scheurtjes binnen de relatie van Tommy en Agnetha. Agnetha zat te flirten met skileraar Marco (gespeeld door Casper van Bohemen). Björn kreeg een zwak voor de jonge moeder Heidi (gespeeld door Chantal Janzen). Ice was erg in haar element op de pistes en Tommy zelf kreeg een cursus leven van engel Klaartje, die verdacht veel lijkt op Janet.

### Costa! 1001 nacht (2005)
Seizoen vier eindigt met vier afleveringen die samen eigenlijk één geheel vormen. Deze vier afleveringen zijn te koop geweest op één dvd onder de titel Costa! 1001 nacht, maar ze stonden niet op de algemene dvd van seizoen vier. Ze werden echter wel onmiddellijk achter het officiële vierde (en tevens laatste) seizoen uitgezonden.
Omdat Inky plotseling naar Nederland vertrekt, moet iemand haar taken in de Costa! overnemen. In een brief zegt Inky dat ze de sleutel van het kantoor ergens in de Costa! heeft verstopt. Wie de sleutel vindt, mag tijdens Inky’s afwezigheid de Costa! runnen. Monica ontmoet een Oosterse prins die met zijn harem leeft. Ze vermaakt zich prima in zijn tempel. De dames uit de harem zijn ook blij met Monica’s komst: omdat al zijn aandacht naar haar gaat, krijgen zij wat rust. Als Wolf haar komt opzoeken, wordt hij ook al snel in de groep opgenomen. Monica en Wolf beginnen steeds meer voor elkaar te voelen. Het moment van de eerste zoen zit eraan te komen, maar telkens gebeurt er iets waardoor ze worden gestoord. Ondertussen komen twee oude bekenden (Rens & Janet) de stad opzoeken. De prins heeft nog steeds een oogje op Monica, en haalt alles uit de kast om haar te veroveren. Hij koopt zelfs de Costa! voor haar. De anderen geloven het niet als Monica hen op het hart drukt dat ze niks wist van de plannen van de prins. Dan gebeurt er iets waar iedereen heel blij mee is.

### Verliefd op Ibiza (2013)
Regisseur Johan Nijenhuis maakte een vervolg op zijn hit Costa!. De film zou in de zomer van 2011 worden gedraaid op Kreta, maar dat werd uiteindelijk om onbekende redenen geannuleerd. Het was de bedoeling dat Kreta! in 2012 in de Nederlandse bioscopen zou draaien. De film werd uiteindelijk in de zomer van 2012 opgenomen op Ibiza en werd in het voorjaar van 2013 uitgebracht. De titel was aanvankelijk iBiZa!, daarna Allemaal naar iBiZa!, en ten slotte Verliefd op Ibiza.
3 op Reis ·
Afkicken ·
De allerslechtste echtgenoot van Nederland ·
Atletico Ananas ·
AVRO's Sterrenslag ·
Baby te huur ·
De Badgasten ·
De beste ·
Bitches ·
Bloed, Zweet en Luxeproblemen ·
Break Free · 
Cash Cab ·
Comedy Live ·
Costa! ·
Crazy 88 ·
Dennis en Valerio vs de rest ·
Dennis vs Valerio ·
Doe Maar Normaal ·
Egoland ·
Feuten ·
Finals ·
Floortje en de ambassadeurs · 
Floortje naar het einde van de wereld ·
Get Smarter in a Week ·
Golden Oldies ·
De Grote Donorshow ·
Hey DJ ·
Je zal het maar hebben ·
Je zal het maar zijn ·
Kannibalen ·
Katja vs Bridget ·
Katja vs De Rest ·
Kebab TV ·
De Klimaatpolitie ·
Lama gezocht ·
De Lama's ·
Lijst 0 ·
Loverboys ·
MaDiWoDoVrijdagshow ·
De Man met de Hamer ·
Mystery Party ·
De Nationale Eettest ·
De Nationale IQ Test ·
Neuken doe je zo! ·
De Nieuwste Show ·
Nu we er toch zijn ·
Onderweg naar Morgen ·
Over Mijn Lijk ·
Ranking the Stars ·
Rat van Fortuin ·
Ruben vs Geraldine ·
Ruben vs Katja ·
Ruben vs Sophie ·
Het schnitzelparadijs ·
De School ·
De slechtste chauffeur van Nederland ·
Sluipschutters ·
Smeris ·
De Social Club ·
Spuiten en Slikken ·
De Stalkshow ·
StartUp ·
Sterretje Gezocht ·
Stop in the Name of Love ·
Tessa ·
Tequila ·
Top of the Pops ·
Try Before You Die ·
Van God Los ·
Vier handen op één buik ·
VOC ·
Vrijdag op Maandag ·
Waar kan ik je 's nachts voor wakker maken? ·
Walhalla ·
Weg met BNN ·
De Zeven Zeeën